# Guy Chambers
Guy Antony Chambers (Londra, 12 gennaio 1963) è un compositore britannico, conosciuto soprattutto per il lungo e fortunato sodalizio artistico con Robbie Williams.

## Biografia
Con Williams ha collaborato come compositore e come produttore ai primi cinque album da solista del cantante, tutti giunti al primo posto in classifica. Ha scritto molti dei successi del cantante britannico, tra cui Rock DJ, Feel, Millennium, Let Me Entertain You e Angels.
Ha collaborato nel corso degli anni anche con artisti come Kylie Minogue, Anastacia, Melanie C, James Blunt, Geri Halliwell, Trickster e il coro Piccole Colonne diretto da Adalberta Brunelli, per le quali ha arrangiato la canzone Che accento strano.
Lo strumento musicale che ha suonato in molte canzoni nelle incisioni in studio è la tastiera e, sempre nella stessa canzone del coro della Brunelli, ha suonato anche il sintetizzatore.
Inoltre è stato anche l'arrangiatore del bumper pubblicitario che precedeva i programmi di prima e di seconda serata di Italia 1 in uso dal 2009 al 2014, suonando la tastiera ed il pianoforte.